# Tablette de chocolat

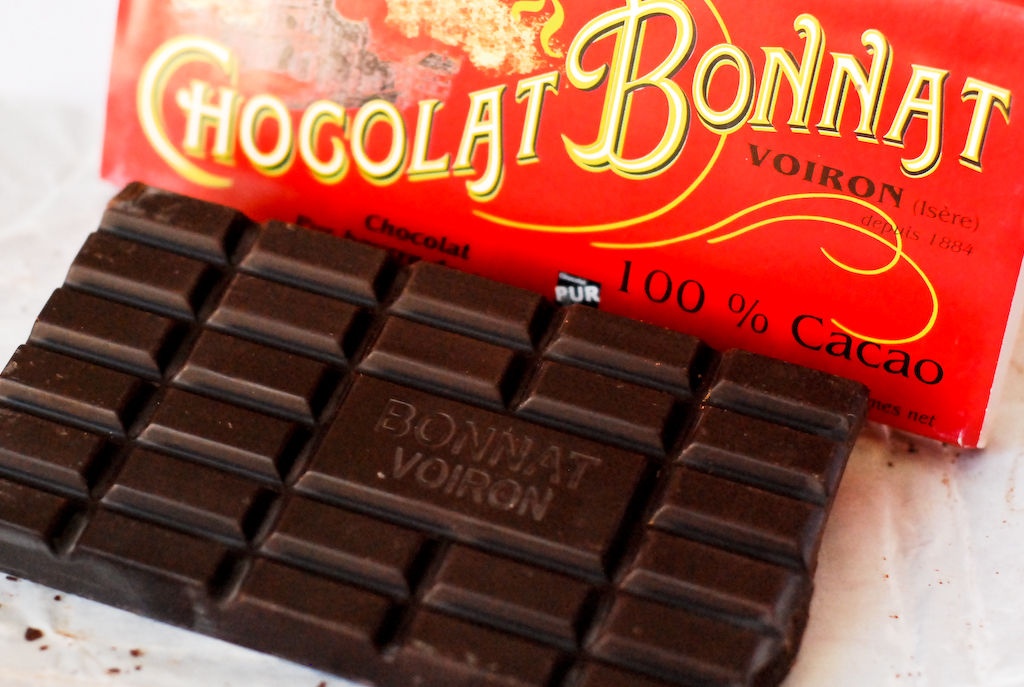
Une tablette de chocolat

Une tablette de chocolat, ou plaque de chocolat, est la forme courante sous laquelle est conditionné du chocolat pour la vente aux particuliers. C'est un parallélépipède rectangle, de taille variable et de poids généralement compris entre 80 et 200 grammes, formé d'un nombre variable de carrés moulés qui en facilitent la découpe.

## Histoire
La première tablette de chocolat a été fabriquée par la chocolaterie  J.S. Fry & Sons de Bristol (Angleterre). Cette année-là, les frères Joseph, Francis et Richard Fry, qui avaient succédé à leur père Joseph Fry à la tête de l'entreprise, découvrent qu'on peut fabriquer du chocolat à croquer en mélangeant le chocolat en poudre, inventé en 1828 par van Houten, avec du beurre de cacao et du sucre, et le mouler en plaques. Ce produit nouveau est baptisé « Chocolat délicieux à manger » (en français dans le texte) et présenté en 1849 à l'occasion d'une exposition tenue à Birmingham.   
Le chocolatier François-Louis Cailler (1796-1852) établi à Vevey (canton de Vaud) a lui inventé la plaque de chocolat en 1819.   

## Dans la culture populaire
Lorsqu'une personne est bien musclée et a un faible taux de graisse abdominale, on dit qu'elle a une tablette de chocolat car son torse fait apparaître les délimitations (bandes aponévrotiques) du muscle droit abdominal, formant trois à cinq paires de « carrés », qui évoquent l'aspect typique du chocolat en tablette. 

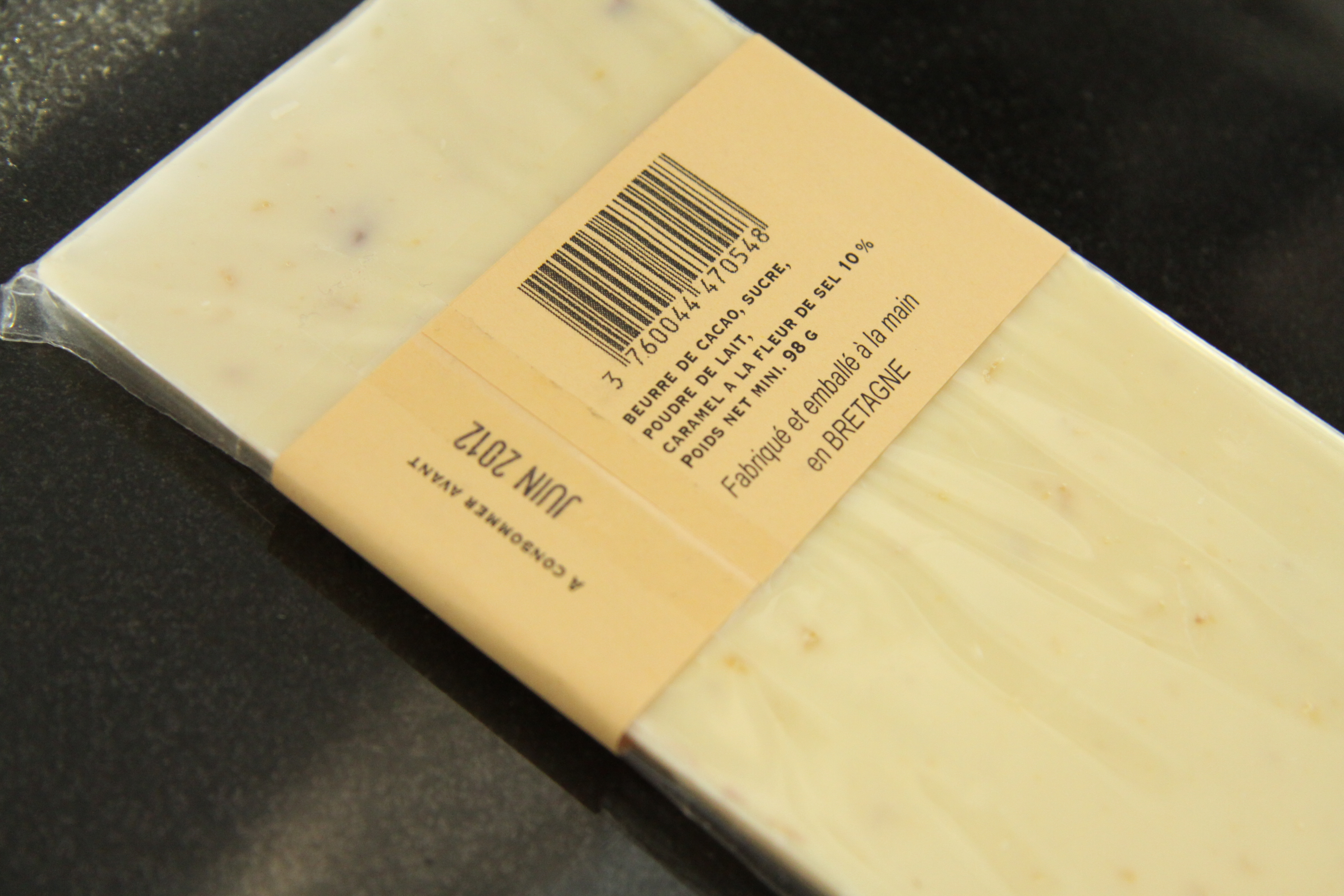
L'envers d'une tablette de chocolat blanc.